# Kristian Ghedina
Kristian Ghedina (ur. 20 listopada 1969 w Pieve di Cadore) – włoski narciarz alpejski, trzykrotny medalista mistrzostw świata.

## Kariera
Po raz pierwszy na arenie międzynarodowej pojawił się w 1987 roku, startując na mistrzostwach świata juniorów w Sälen/Hemsedal, gdzie zajął 40. miejsce w gigancie i szóste w zjeździe. Były to jego jedyne starty na imprezach tego cyklu.
W zawodach Pucharu Świata zadebiutował 10 grudnia 1988 roku w Val Gardena, zajmując 19. miejsce w zjeździe. Pierwsze pucharowe punkty wywalczył 16 grudnia 1989 toku w tej samej miejscowości, kończąc zjazd na trzeciej pozycji. W zawodach tych wyprzedzili go jedynie dwaj Szwajcarzy: Pirmin Zurbriggen i Franz Heinzer. Łącznie 33 razy stawał na podium, odnosząc przy tym trzynaście zwycięstw, jedno w supergigancie i dwanaście w zjeździe. Pierwszy triumf odniósł 3 lutego 1990 roku w Cortinie d’Ampezzo, a ostatni 14 grudnia 2001 roku w Val Gardena. Najlepsze wyniki osiągnął w sezonach 1996/1997 i 1999/2000, kiedy zajmował czwarte miejsce w klasyfikacji generalnej, oraz drugie w klasyfikacji zjazdu. Ponadto w sezonie 1994/1995 także był drugi w klasyfikacji zjazdu, a w sezonie 2001/2002 zajął w niej trzecie miejsce.
Na mistrzostwach świata w Saalbach w 1991 roku wywalczył srebrny medal w kombinacji, rozdzielając Austriaków Stephana Eberhartera i Günthera Madera. Srebrny medal zdobył także w zjeździe podczas mistrzostw świata w Sierra Nevada w 1996 roku, gdzie uplasował się między Austriakiem Patrickiem Ortliebem i Lukiem Alphandem z Francji. Ostatni medal zdobył na rozgrywanych rok później mistrzostwach świata w Sestriere w 1997 roku, zajmując trzecie miejsce w zjeździe. Lepsi tam byli tylko Bruno Kernen ze Szwajcarii i Norweg Lasse Kjus. Na tych samych mistrzostwach był też siódmy w supergigancie.
W 1992 roku wystartował na igrzyskach olimpijskich w Albertville, zajmując szóste miejsce w kombinacji i jedenaste w zjeździe. Podczas igrzysk w Lillehammer w 1994 roku jego najlepszym wynikiem było szesnaste miejsce w kombinacji. Następnie zajął szóste miejsce w zjeździe i szesnaste w supergigancie na igrzyskach olimpijskich w Nagano w 1998 roku. Wystartował też w zjeździe na igrzyskach w Salt Lake City w 2002 roku i rozgrywanych cztery lata później igrzyskach w Turynie, zajmując odpowiednio 35. i 23. miejsce.

## Osiągnięcia

### Igrzyska olimpijskie
| Miejsce | Dzień     | Rok  | Miejscowość    | Konkurencja | Czas biegu | Strata     | Zwycięzca        |
| ------- | --------- | ---- | -------------- | ----------- | ---------- | ---------- | ---------------- |
| 26.     | 9 lutego  | 1992 | Albertville    | Zjazd       | 1:50,37    | +1,91      | Patrick Ortlieb  |
| 6.      | 11 lutego | 1992 | Albertville    | Kombinacja  | 14,58 pkt  | +24,38 pkt | Josef Polig      |
| 20.     | 13 lutego | 1994 | Lillehammer    | Zjazd       | 1:45,75    | +1,24      | Tommy Moe        |
| 16.     | 15 lutego | 1994 | Lillehammer    | Kombinacja  | 3:17,53    | +5,64      | Lasse Kjus       |
| DNF2    | 12 lutego | 1998 | Nagano         | Kombinacja  | 3:08,06    | –          | Mario Reiter     |
| 6.      | 13 lutego | 1998 | Nagano         | Zjazd       | 1:50,11    | +0,65      | Jean-Luc Crétier |
| 16.     | 16 lutego | 1998 | Nagano         | Supergigant | 1:34,82    | +1,88      | Hermann Maier    |
| 35.     | 10 lutego | 2002 | Salt Lake City | Zjazd       | 1:39,13    | +3,41      | Fritz Strobl     |
| 23.     | 12 lutego | 2006 | Turyn          | Zjazd       | 1:48,80    | +2,18      | Antoine Dénériaz |

### Mistrzostwa świata
| Miejsce | Dzień       | Rok  | Miejscowość       | Konkurencja | Czas biegu | Strata     | Zwycięzca                |
| ------- | ----------- | ---- | ----------------- | ----------- | ---------- | ---------- | ------------------------ |
| 9.      | 23 stycznia | 1991 | Saalbach          | Supergigant | 1:26,73    | +2,66      | Stephan Eberharter       |
| 2.      | 30 stycznia | 1991 | Saalbach          | Kombinacja  | 16,28 pkt  | +10,13 pkt | Stephan Eberharter       |
| 13.     | 11 lutego   | 1993 | Morioka           | Zjazd       | 1:32,06    | +1,76      | Urs Lehmann              |
| 14.     | 13 lutego   | 1996 | Sierra Nevada     | Supergigant | 1:21,80    | +1,06      | Atle Skårdal             |
| 2.      | 17 lutego   | 1996 | Sierra Nevada     | Zjazd       | 2:00,17    | +0,27      | Patrick Ortlieb          |
| 7.      | 3 lutego    | 1997 | Sestriere         | Supergigant | 1:29,68    | +0,64      | Atle Skårdal             |
| 3.      | 8 lutego    | 1997 | Sestriere         | Zjazd       | 1:51,11    | +0,35      | Bruno Kernen             |
| 10.     | 2 lutego    | 1999 | Vail/Beaver Creek | Supergigant | 1:14,53    | +1,10      | Hermann Maier Lasse Kjus |
| 9.      | 6 lutego    | 1999 | Vail/Beaver Creek | Zjazd       | 1:40,60    | +2,19      | Hermann Maier            |
| 12.     | 9 lutego    | 1999 | Vail/Beaver Creek | Kombinacja  | 2:43,09    | +5,67      | Kjetil André Aamodt      |
| 23.     | 31 stycznia | 2001 | St. Anton         | Supergigant | 1:21,46    | +2,23      | Daron Rahlves            |
| DNS1    | 7 lutego    | 2001 | St. Anton         | Zjazd       | 1:38,74    | –          | Hannes Trinkl            |
| 11.     | 8 lutego    | 2003 | Sankt Moritz      | Zjazd       | 1:43,54    | +1,68      | Michael Walchhofer       |
| 46.     | 29 stycznia | 2005 | Bormio            | Supergigant | 1:27,55    | +5,69      | Bode Miller              |
| 15.     | 5 lutego    | 2005 | Bormio            | Zjazd       | 1:56,22    | +1,64      | Bode Miller              |

### Mistrzostwa świata juniorów
| Miejsce | Dzień    | Rok  | Miejscowość | Konkurencja | Czas biegu | Strata | Zwycięzca   |
| ------- | -------- | ---- | ----------- | ----------- | ---------- | ------ | ----------- |
| 40.     | 22 marca | 1987 | Sälen       | Gigant      | 2:31,70    | +6,27  | Thomas Wolf |
| 6.      | 26 marca | 1987 | Hemsedal    | Zjazd       | 1:25,72    | +0,20  | Urs Lehmann |

### Puchar Świata

#### Klasyfikacje końcowe sezonu
- sezon 1989/1990: 15.
- sezon 1990/1991: 22.
- sezon 1991/1992: 43.
- sezon 1992/1993: 57.
- sezon 1993/1994: 40.
- sezon 1994/1995: 7.
- sezon 1995/1996: 15.
- sezon 1996/1997: 4.
- sezon 1997/1998: 11.
- sezon 1998/1999: 20.
- sezon 1999/2000: 4.
- sezon 2000/2001: 60.
- sezon 2001/2002: 10.
- sezon 2002/2003: 98.
- sezon 2003/2004: 49.
- sezon 2004/2005: 32.
- sezon 2005/2006: 35.

#### Miejsca na podium w zawodach
1. Val Gardena – 16 grudnia 1989 (zjazd) – 3. miejsce
2. Schladming – 11 stycznia 1990 (zjazd) – 2. miejsce
3. Cortina d’Ampezzo – 3 lutego 1990 (zjazd) – 1. miejsce
4. Åre – 15 marca 1990 (zjazd) – 1. miejsce
5. Kitzbühel – 13 stycznia 1995 (zjazd) – 3. miejsce
6. Wengen – 20 stycznia 1995 (zjazd) – 1. miejsce
7. Whistler – 25 lutego 1995 (zjazd) – 1. miejsce
8. Kvitfjell – 10 marca 1995 (supergigant) – 2. miejsce
9. Kvitfjell – 11 marca 1995 (zjazd) – 2. miejsce
10. Kvitfjell – 6 marca 1996 (zjazd) – 3. miejsce
11. Val Gardena – 20 grudnia 1996 (zjazd) – 3. miejsce
12. Val Gardena – 21 grudnia 1996 (zjazd) – 1. miejsce
13. Bormio – 29 grudnia 1996 (zjazd) – 3. miejsce
14. Chamonix – 11 stycznia 1997 (zjazd) – 1. miejsce
15. Wengen – 18 stycznia 1997 (zjazd) – 1. miejsce
16. Garmisch-Partenkirchen – 22 lutego 1997 (zjazd) – 3. miejsce
17. Garmisch-Partenkirchen – 23 lutego 1997 (supergigant) – 2. miejsce
18. Vail – 12 marca 1997 (zjazd) – 2. miejsce
19. Vail – 13 marca 1997 (supergigant) – 3. miejsce
20. Beaver Creek – 4 grudnia 1997 (zjazd) – 1. miejsce
21. Kitzbühel – 24 stycznia 1998 (zjazd) – 1. miejsce
22. Val Gardena – 19 grudnia 1998 (zjazd) – 1. miejsce
23. Beaver Creek – 27 listopada 1999 (zjazd) – 3. miejsce
24. Val Gardena – 17 grudnia 1999 (zjazd) – 1. miejsce
25. Val Gardena – 18 grudnia 1999 (zjazd) – 2. miejsce
26. Kitzbühel – 22 stycznia 2000 (zjazd) – 2. miejsce
27. Garmisch-Partenkirchen – 29 stycznia 2000 (zjazd) – 2. miejsce
28. Kvitfjell – 4 marca 2000 (zjazd) – 2. miejsce
29. Kvitfjell – 5 marca 2000 (supergigant) – 1. miejsce
30. Val d’Isère – 16 grudnia 2000 (zjazd) – 2. miejsce
31. Val Gardena – 14 grudnia 2001 (zjazd) – 1. miejsce
32. Kvitfjell – 2 marca 2002 (zjazd) – 3. miejsce
33. Chamonix – 8 stycznia 2005 (zjazd) – 2. miejsce